# Krombeinius saunion
Krombeinius saunion är en stekelart som beskrevs av Darling 1983. Krombeinius saunion ingår i släktet Krombeinius och familjen gropglanssteklar. Inga underarter finns listade i Catalogue of Life.